# Пионерская правда
«Піонерська правда» — радянська і російська газета для дітей. В СРСР була друкованим органом ЦК ВЛКСМ і головним друкованим виданням Всесоюзної піонерської організації.
У 1991 році, після розпаду СРСР, розпуску комсомольської та піонерської організацій, редакція газети була реорганізована в Автономну некомерційну організацію «Редакція газети „Піонерська правда“, засновниками якої став журналістський колектив газети «Федерація дитячих організацій СПО-ФДО». Відмовившись від політики, видання стало всеросійської газетою для дітей і підлітків.

## Історія

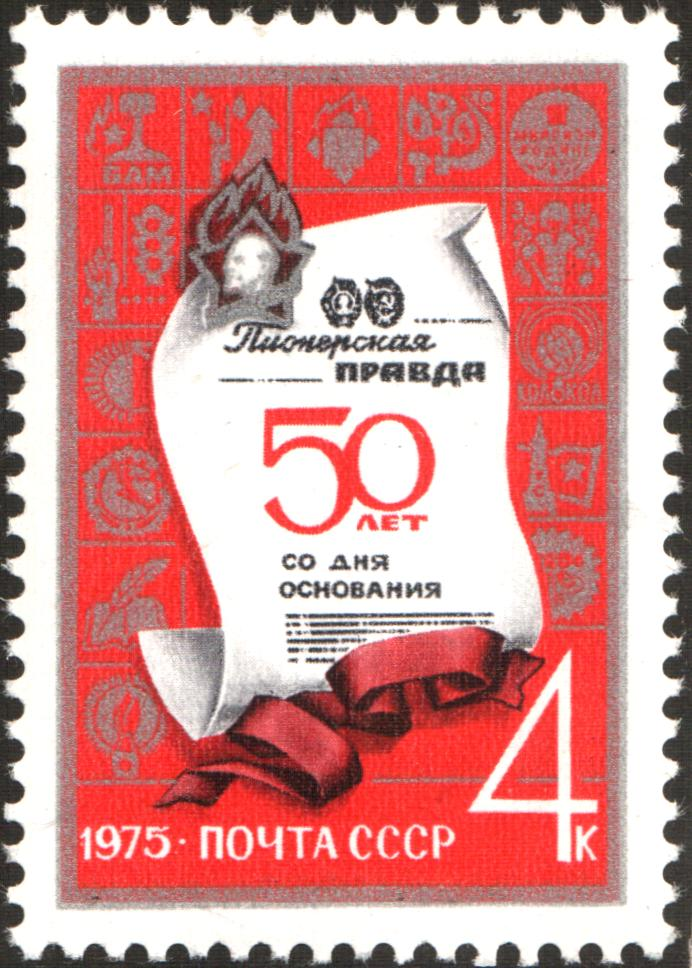
Поштова марка СРСР, 1975 рік

Передісторія газети почалася з жовтня 1921 року зі стінгазети «Радіо» 16-го дитячого будинку Сокольницького району Москви. Стінгазета поступово стала газетою всіх дитячих будинків Сокольницького району, друкувались на машинці. Потім вона стала газетою всіх дитячих і юнацьких будинків Москви і губернії, друкувалася літографічним способом.
У січні 1923 року «Радіо» отримує статус загальноміського органу осередків РКСМ, шкіл, юнацьких і дитячих будинків, працює під керівництвом Московського міського відділу народної освіти Московського комітету РКСМ. «Мосполіграф» допомагає газеті отримати невелику друкарню, «Правда» та «Известия» передають газеті комплект типографського шрифту. З лютого 1925 р. газета виходить під назвою «Шкільна правда». 17 лютого 1925 р. Московський міськком РКП(б) приймає рішення про створення піонерської газети на основі «Шкільної правди», зміцнивши її частиною редколегії піонерського журналу «Барабан», що виходив з квітня 1923 року, органу МК РКП(б), МК РКСМ і Московської міської ради профспілок.
Перший номер «Піонерської правди» вийшов 6 березня 1925 року. Спочатку газета була щотижневим друкованим органом Московського комітету РЛКСМ. Ідеологічно «Піонерська правда», на думку її засновників, мала допомагати піонерській організації та школі в комуністичному вихованні підростаючого покоління, одночасно прищеплюючи дітям ідеали дружби, товариства, взаємодопомоги, любові до Батьківщини, добра і справедливості».
У заснуванні та розвитку газети брали діяльну участь радянські партійні і громадські діячі, видатні письменники і поети: Надія Крупська, Марія Ульянова, Омелян Ярославський, Максим Горький, Володимир Маяковський, Аркадій Гайдар, Самуїл Маршак, Лев Кассіль та інші. Першим редактором газети став Микола Бухарін.
В березні 1926 року, до першої річниці створення, газета мала тираж 50 тис. примірників.
З 6 березня 1927 року газета стає спільним органом Центрального і Московського комітетів ВЛКСМ, а з 1958 року — органом ЦК ВЛКСМ і Центральної ради Всесоюзної піонерської організації ім. В. І. Леніна. З 4 лютого 1928 року раніше щотижнева газета стала виходити двічі, а з 3 жовтня 1928 року — тричі на тиждень.
Газета писала про події в СРСР і за кордоном, висвітлювала діяльність дитячих організацій в інших країнах, розповідала про життя радянських піонерів та школярів. В розмовній мові її часто називали «Піонерка».
Тираж газети в 1965 році становив 7,5 млн примірників, у 1975 році — 9,5 млн примірників (найбільший тираж серед газет СРСР). Виходила з періодичністю двічі на тиждень, з кінця 1980-х років — тричі на тиждень. Мала всесоюзний статус.
За видатний внесок у виховання широких мас дітей «Піонерська правда» нагороджена орденом Трудового Червоного Прапора (1945), орденом Леніна (1950) і орденом Дружби народів (1985).
У 1991 році після розпаду СРСР, Комсомольська і піонерська організації були розпущені, майно вилучено. Засновниками газети стали «Союз піонерських організацій — Федерація дитячих організацій СПО-ФДО» та журналістський колектив редакції, змінивши свій друкований формат і відмовившись від політики, перетворившись на всеросійську газету для дітей і підлітків. У березні 2012 року тираж газети — 15 тис. екз.

## Нагороди газети

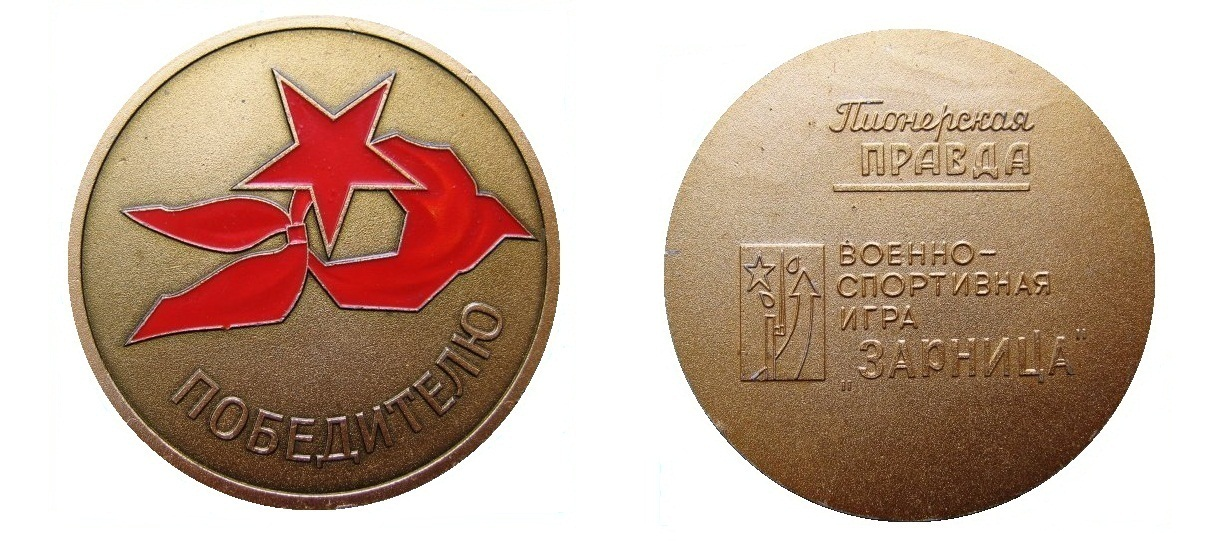
Медаль переможцю військово-спортивної гри «Зірниця» на приз газети «Піонерська правда»
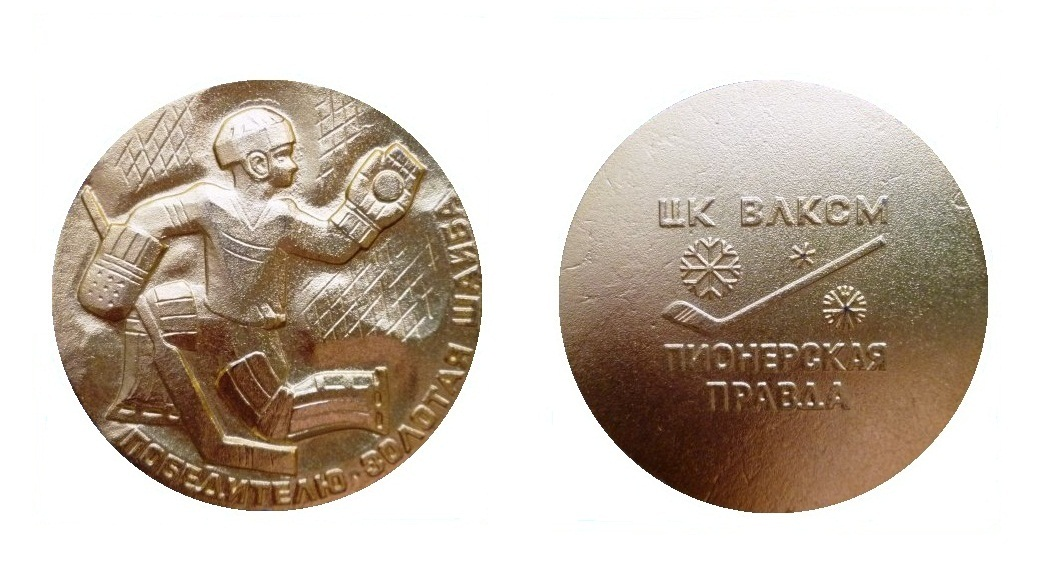
Медаль переможцю дитячого хокейного турніру «Золота шайба» при ЦК ВЛКСМ на приз газети «Піонерська правда»
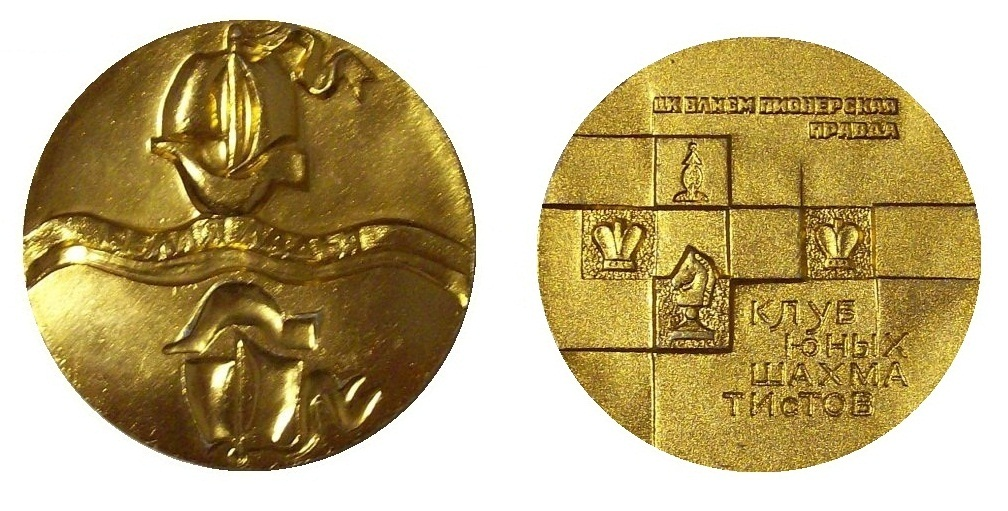
Медаль переможцю турніру юних шахістів при ЦК ВЛКСМ на приз газети «Піонерська правда»
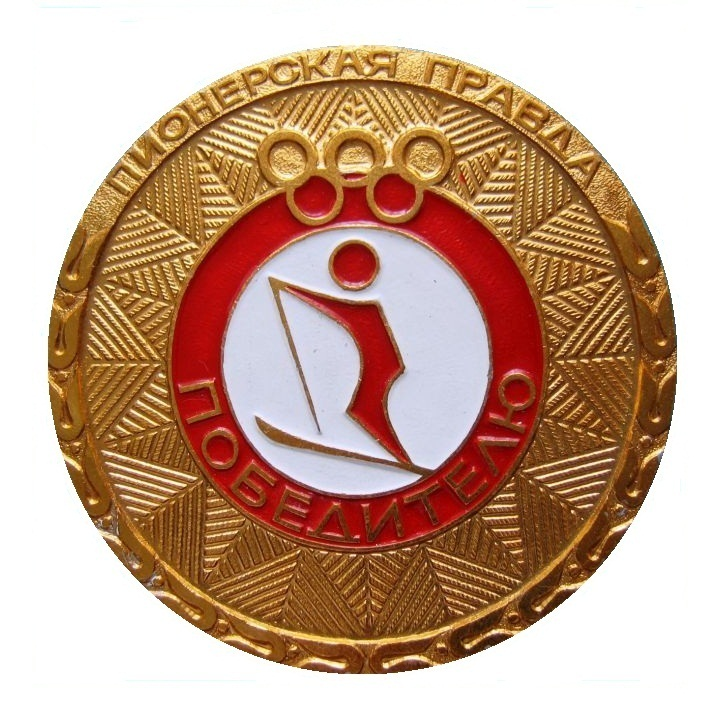
Медаль переможцю Всесоюзних лижних змагань піонерів і школярів на приз газети «Піонерська правда»
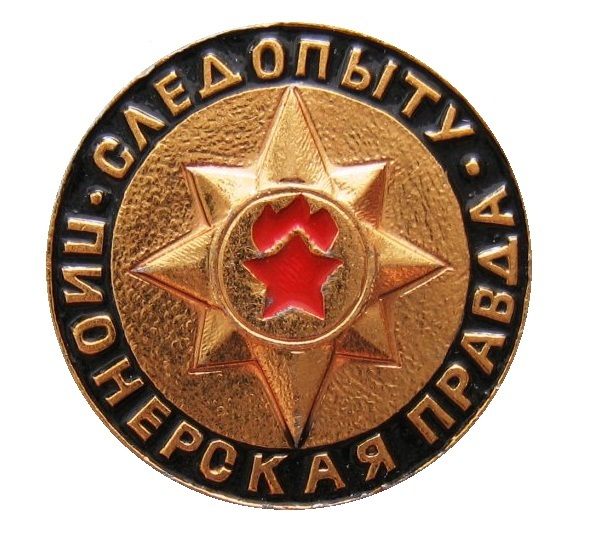
Медаль слідопиту (переможцю змагань в орієнтуванні на місцевості на приз газети «Піонерська правда»)
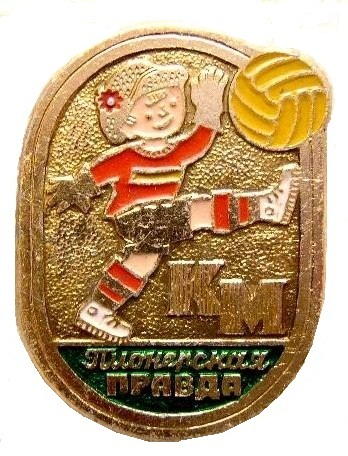
Значок дитячого футбольного турніру «Шкіряний м'яч» на приз газети «Піонерська правда»

## Діяльність

### У Радянському Союзі

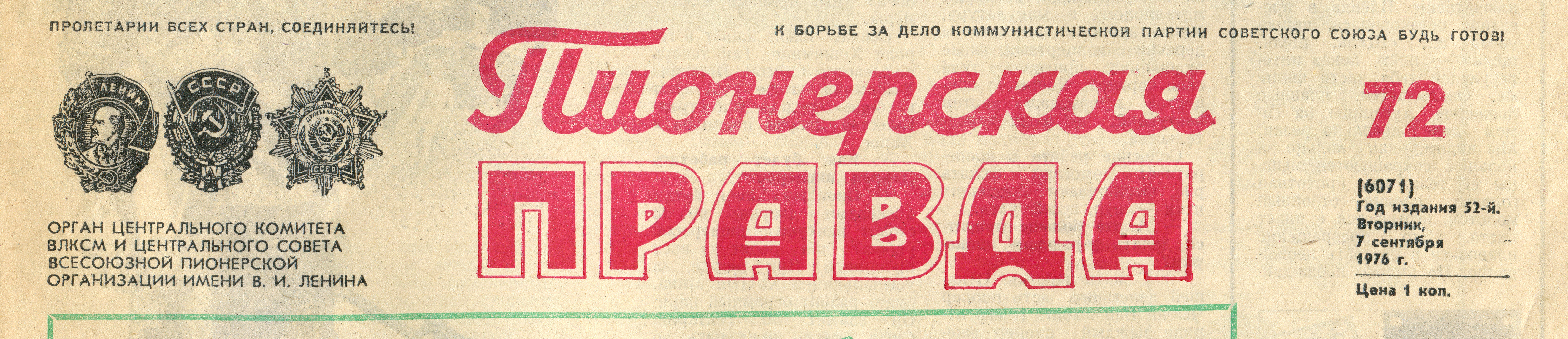
Логотип газети від 7 вересня 1976 р.

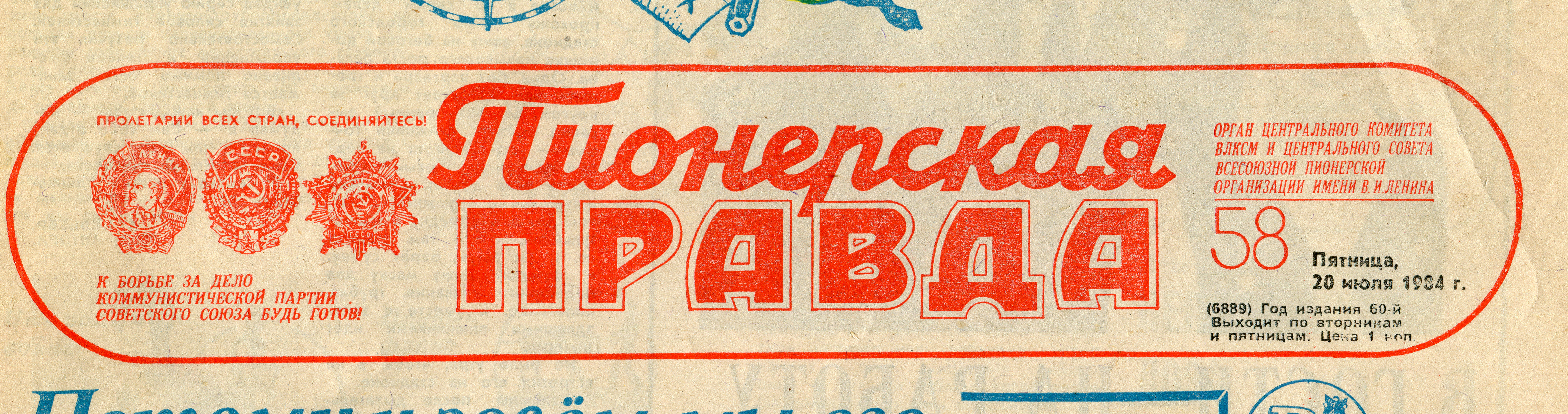
Логотип газети від 20 липня 1984 р.

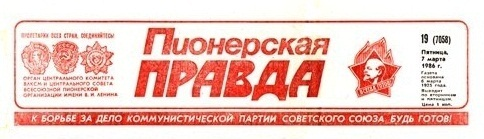
Логотип газети від 7 березня 1986 р.

- На сторінках газети виступали державні і громадські діячі, вчені, космонавти, письменники, спортсмени, вчителі, піонерські працівники, юнкори з найвіддаленіших куточків Радянського Союзу.
- Спільно з органами народної освіти, громадськими та спортивними організаціями «Піонерська правда» проводила масові всесоюзні і міжнародні дитячі заходи, в тому числі змагання на призи створених газетою в 1960-ті роки дитячих спортивних клубів «Золота шайба», «Шкіряний м'яч», «Біла тура» тощо (всього 25 клубів)[8], військово-спортивну гру «Зірниця», міжнародні виставки дитячих малюнків та світлин, виставки творчості юних техніків, численні походи, огляди, конкурси, виставки, спортивні ігри та інші заходи, присвячені різним важливим подіям в житті країни та її історії[9].
- У радянський час щорічно до редакції «Піонерської правди» приходило понад 200 тисяч листів дітей, частина з яких публікувалися на сторінках газети.
- Багато письменників, які отримали пізніше популярність, дебютували на літературних сторінках «Піонерської правди» зі своїми оповіданнями і повістями.

### З 1991 року по теперішній час
З 1991 року «Піонерська правда» — кольорове ілюстроване видання.
Газета змінила логотип, але зберегла традиції з проведення дитячих щорічних спортивних змагань на призи газети «Піонерська правда». Щорічно в березні проводяться Всеросійські змагання з дитячих лижних гонок. В четвертих змаганнях у 2011 р. взяли участь 448 юних лижників з 92 шкіл різних регіонів Росії.
Також проводяться Всеросійські дитячі турніри з футболу «Шкіряний м'яч» та хокею «Золота шайба».

### Головні редактори
- М. Стремяков (1925—1926)
- В. Лядова (1927—1930)
- Н. Лялін (1931)
- Г. Солдатов (1932—1933)
- А. Строєв (1933)
- А. Гусєв (1934—1935)
- А. Строєв (1935—1938)
- Н. Данилов (1938—1940)
- І. Андрєєв (1940—1945)
- В. Губарєв (1945—1947)
- В. Семенов (1947—1949)
- З. Туманова (1949—1952)
- С. Потьомкін (1952—1953)
- Т. Матвєєва (1953—1961)
- Н. Чернова (1961—1982)
- О. І. Грекова (1983—2006)[17]
- М. Баранніков (з 2006 року)

## Документальні фільми
- ЦСДФ (РЦСДФ) (1985). Кіножурнал «Пионерия», 1985 г., № 4..  На 9 хвилині. {{cite episode}}: Пропущений або порожній |series= (довідка) [Архівовано 15 липня 2020 у Wayback Machine.] — Фільм про газету до її 60-річчя.
- ЦСДФ (РЦСДФ) (1966). Кіножурнал «Пионерия», 1966 г., № 6..  На 10 хвилині. {{cite episode}}: Пропущений або порожній |series= (довідка) [Архівовано 16 липня 2020 у Wayback Machine.] — Фільм про газету з нагоди 5000-го її випуску.

## Згадки в кінематографі
- Одна з героїнь фільму «Небесний тихохід», Валентина Петрова, була кореспондентом газети «Піонерська правда». Прототипом героїні, як розповідають ветерани газети, була редактор відділу головомолок «Піонерки» Василина Грандова.
- У мультфільмі «Поверніть Рекса» хлопчик Сергійко всіляко намагався повернути свого товариша, дзвонив лікареві по телефону, представлявся міліціонером, погрожував написати в газету «Піонерська правда».